# هری گونی
هری گونی (انگلیسی: Harry Gooney; ۸ اکتبر ۱۹۱۰ – ۱۱ ژوئن ۱۹۷۸) بازیکن فوتبال اهل بریتانیا بود.
از باشگاه‌هایی که در آن بازی کرده‌است می‌توان به باشگاه فوتبال لوتون تاون، باشگاه فوتبال پلیموث آرگیل، و باشگاه فوتبال شفیلد یونایتد اشاره کرد.